# Smugkro
 Der er for få eller ingen kildehenvisninger i denne artikel, hvilket er et problem. Du kan hjælpe ved at angive troværdige kilder til de påstande, som fremføres i artiklen.

En smugkro er et lokale, hvor der illegalt serveres alkohol, dvs. stedet har ikke en alkoholbevilling. Smugkroer forbindes i vidt omfang med forbudstidens USA, hvor disse benævntes speakeasies.[kilde mangler]

## Smugkroer i Danmark
Smugkroer har været kendt i Danmark siden der blev indført restriktioner for fremstilling og servering af alkohol. De første forsøg på kongelig regulering af gæstgiverier og kroer fandt sted under Erik Klipping i 1282. I takt med, at kongerne krævede kongeligt privilegium og skatter fra kroer og værtshuse, opstod smugkroer, hvor ejerne serverede alkohol uden tilladelse fra Kongen. I perioden efter Erik Klippings første reguleringer havde flere danske konger forsøgt at regulere erhvervet gennem udstedelse af forordninger og plakater. Ved Kongelig Forordning af 5. marts 1695 blev det beordret, at alle købstæder, der blev betjent af Det Kongelige Postvæsen, af den stedlige magistrat skulle beskikkes privilegerede kroer eller værtshuse. Kongen (staten) kontrollerede priserne og opkrævede skatter af produktionen af øl og brændevin. Det var dog langt fra alle kroer og værtshuse, der havde kongeligt privilegium.

## Eksterne links
- Beskrivelse af krovæsenet på fynshistorie.dk

| Restaurant | Spire Denne artikel om en restaurant eller et spisested er en spire som bør udbygges. Du er velkommen til at hjælpe Wikipedia ved at udvide den. |